# ニコラス・G・カー

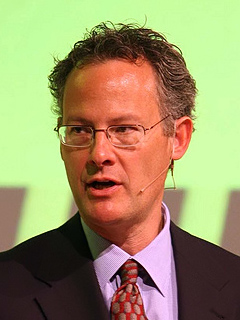
2008年のVINTシンポジウムにて

ニコラス・ジョージ・カー （Nicholas George Carr、1959年 - ）はアメリカ合衆国の著述家。テクノロジー、ビジネスおよび文化について書籍や論文を発表している。ダートマス・カレッジおよびハーヴァード大学で学んだ。なお以前Harvard Business Reviewで編集者および編集責任者として働いていたことがある。
2010年に刊行した『ネット・バカ』（原題：The Shallows）は、2011年のピューリッツァー賞・一般ノンフィクション部門の最終候補に選ばれている。

## 概要
2003年にハーバード・ビジネス・レビューへ論文「ITは重要ではない」（"IT Doesn't Matter"）を発表、続いて2004年にハーバード・ビジネススクール・プレスから『ITは重要なのか？―情報技術と競争力の衰弱』（Does IT Matter? Information Technology and the Corrosion of Competitive Advantage）を刊行。情報技術が偏在化・標準化・廉価化するにつれてビジネスにおける情報技術戦略の重要性は逓減していると主張し、大きな反響を喚起した。IT産業に騒動を巻き起こし、マイクロソフト社、インテル社、ヒューレット・パッカード社などの主要企業役員の激烈な反応を招いたが、その主張を支持する声も多く聞かれた。
さらに2004年、論争的な論文「コーポレート・コンピューティングの終焉」（"The End of Corporate Computing"）をMIT Sloan Management Reviewに発表。ここでは、将来、企業はITを設備サービスの一環として外部から調達することになるだろう、と述べている。
2008年1月には、「クラウド化する世界 ―ビジネスモデル構築の大転換」（The Big Switch: Rewiring the World, From Edison to Google）をW. W. Nortonから刊行。これはインターネットを基本とするコンピューター技術が経済・社会にもたらすものを、20世紀の電気産業と比較しつつ考察するものである。
2008年1月、『ブリタニカ百科事典』のアドヴァイザー評議会（Editorial Board of Advisors）のメンバーとなった。

## Web 2.0批判
自身のブログ「Rough Type」では楽観的なテクノロジー思想に対する批判を行っており、とりわけインターネット上のソーシャル・プロダクション（国家や企業ではなく社会集団による無料の財の生産行為。具体例としてウィキペディアなど）を持ち上げる論理に批判的である。2005年には「Web 2.0の非道徳性」（"The Amorality of Web 2.0"）と題したエッセイを発表し、ウィキペディアやブロゴスフィアなど、ボランティアによるWeb 2.0的プロジェクトについて、これらは経済的に不利な立場におかれるプロフェッショナルの仕事を駆逐し、最終的に社会に害をもたらすと批判している。批判に対し、ウィキペディアの共同設立者のひとりで現在は事実上の代表者であるジミー・ウェールズは、例として引かれたウィキペディアの記事（ジェーン・フォンダとビル・ゲイツの伝記事項。いわゆる「集合知」による5年間近い作業の成果とされる）を「ほとんど読むに耐えないクソだ」と認め、“どうすればいいのだろうか”とウィキペディアの質を改善するためのアドバイスを求めた。
2007年5月、ウィキペディアのページが検索結果の多くを占める（検索エンジン最適化）のはインターネットのトラフィックと権威が結びついた危険な状態であり、「情報植民」（"information plantation"）を導くものだと指摘。さらに2007年8月、ウィキペディアが時間を経るにつれ規則や官僚制など複雑な仕組みをつくりあげる傾向があることを批判する中で、ウィキペディアの管理者に対する蔑称「ウィキクラッツ」（ウィキ＋ビューロクラッツ）を発明した。

## 著作
- Digital Enterprise : How to Reshape Your Business for a Connected World (2001) ISBN 1-57851-558-0
- 『ITにお金を使うのは、もうおやめなさい』ランダムハウス講談社　2005年 ISBN 4270000627
  - Does IT Matter? (2004) ISBN 1591394449（原書）
- 『クラウド化する世界 ―ビジネスモデル構築の大転換』翔泳社　2008年 ISBN 9784798116211
  - The Big Switch: Rewiring the World, from Edison to Google (2008) ISBN 0393062287（原書）
- 『ネット・バカ ―インターネットが私たちの脳にしていること』青土社 2010年 ISBN 9784791765553
  - The Shallows: What the Internet Is Doing to Our Brains (2010, W.W.Norton & Co.) ISBN 9780393072228（原書）
- 『オートメーション・バカ ―先端技術がわたしたちにしていること』青土社 2014年 ISBN 9784791768448
  - The Glass Cage: Automation and Us (2014, W.W.Norton & Co.) ISBN 9780393350777（原書）
- 『ウェブに夢見るバカ ―ネットで頭がいっぱいの人のための96条』青土社 2016年 ISBN 978-4-7917-6967-4
  - Utopia Is Creepy: and Other Provocations (2016, W.W.Norton & Co.) ISBN 978-0-393-25454-9（原書）

### 主張と反響
- How Long Does IT Matter?
- The Argument Over IT May 1, 2004
- Does Nick Carr matter? August 21, 2004
- Nicholas Carr Strikes Again January 23, 2008 ITworld